# The Tortured Poets Department
The Tortured Poets Department (укр. «Відділ закатованих поетів») — одинадцятий студійний альбом американської співачки Тейлор Свіфт, представлений 19 квітня 2024 року. Він був написаний та спродюсований співачкою спільно з Аароном Десснером та Джеком Антоноффом. Після свого виходу альбом був розширений до другої частини під назвою The Anthology, що включала додатково ще 15 пісень.
Альбом встановив різноманітні регіональні та світові рекорди. Він досяг рекордної кількості прослуховувань за добу в історії Spotify та став першим, що подолав позначку у мільярд прослуховувань на платформі за тиждень. Він також зайняв перше місце в щотижневих чартах у більше, ніж 20 країнах, зокрема в США, Великій Британії, Німеччині, Франції, Канаді, Бразилії та Австралії. З загальними продажами в понад 2,6 мільйона копій у США за тиждень він встановив другий найкращий показник в історії країни. В альбомному чарті Billboard 200 платівка займала перше місце 12 тижнів поспіль, що стало рекордом серед жінок та 17 тижнів загалом, що стало особистим рекордом у кар'єрі співачки. Композиції з альбому зробили Свіфт першим виконавцем, що повністю зайняв своїми піснями весь топ-14 чарту BIllboard Hot 100. Загалом він став найуспішнішим альбомом за продажами та прослуховуваннями у світі за 2024 рік. 
Він отримав полярні відгуки під час свого виходу. Більшість рецензій були позитивними, в них хвалили майстерність написання пісень Свіфт, емоційний резонанс і дотепність у піснях, але деякі вважали альбом занадто довгим і позбавленим глибини. У подальших рецензіях критики оцінили музичні та ліричні нюанси альбому, які виникли під час подальших прослуховувань, поставивши під сумнів валідність початкової критики через зосередження на публічному іміджі Свіфт, а не на художніх перевагах альбому. 

## Передумови альбому

### Публічний імідж Тейлор Свіфт
Альбоми Folklore та Evermore 2020 року, випущені під час пандемії, допомогли отримати Свіфт новий рівень визнання від критиків за свою майстерність написання пісень. Стадіонний тур співачки The Eras Tour став найуспішнішим в історії музикальної індустрії, отримав касові збори в більше, ніж мільярд доларів. Перед анонсом альбому The Tortured Poets Department Свіфт отримала широке визнання від медіа за свою діяльність. У 2023 році журнал Time назвав її «Людиною року». Журнал порівняв її культурний вплив з Елвісом Преслі, Майклом Джексоном та Мадонною, а майстерність написання пісень з Бобом Діланом, Полом Маккартні та Джоні Мітчелл. На 66-й церемонії «Ґреммі» вона стала першим виконавцем, який отримав 4 нагороди у номінації «Альбом року». За ці роки Свіфт також надала великий вплив на музичну індустрію завдяки її рішенню перезаписати свої перші 6 студійних альбомів як контрдію на змінення власників прав на її музику. Так її останній перезаписаний альбом на той час, 1989 (Taylor's Version), лише у США був проданий у кількості 1,653 мільйона копій за перший тиждень, що більше, ніж його оригінальна версія: у 2014 році альбом 1989 був проданий у кількості 1,287 мільйона копій за перший тиждень.

### Тейлор Свіфт і Аарон Десснер
Пандемійний альбом Folklore став першою спільною роботою Тейлор Свіфт та Аарона Десснера. За цю платівку Свіфт та Десснер стали лауреатами премії «Ґреммі» у номінації «Альбом року». Після нього вони продовжили спільно працювати над своїми майбутніми альбомами: так Свіфт взяла участь у записі альбомів How Long Do You Think It's Gonna Last? і First Two Pages of Frankenstein, а Аарон Десснер, своєю чергою, працював разом з нею над платівками Evermore, Midnights та перезаписами її перших 6 альбомів. У квітні 2024 року стало відомо, що Аарон Десснер став співавтором та співпродюсером альбому The Tortured Poets Department.

### Тейлор Свіфт і Джек Антонофф
Першою спільною роботою Тейлор Свіфт та Джека Антоноффа стала пісня «Sweeter Than Fiction» 2013 року для фільму «Мрії збуваються!». Випущена пісня у жанрі синті-попу стала провісником одного з найуспішніших альбомів співачки 1989 і послужила початком їхньої подальшої спільної праці, з того часу Антонофф брав участь у створенні усіх майбутніх альбомів виконавиці. Перед цим десятий студійний альбом співачки Midnights, на якому Джек Антонофф був головним продюсером, отримав великий комерційний успіх, визнання від критиків та видань. На 66-й церемонії «Ґреммі» 4 лютого 2024 року Midnights переміг у номінаціях «Альбом року» та «Поп-альбом року». На тій самій церемонії Джек Антонофф отримав нагороду як «Продюсер року». Під час отримання першої з двох нагород Свіфт анонсувала свій одинадцятий студійний альбом The Tortured Poets Department. Наприкінці лютого 2024 року видання Los Angeles Times повідомило про те, що Джек Антонофф став продюсером альбому The Tortured Poets Department.

### Особисте життя Тейлор Свіфт
У грудні 2021 року Свіфт разом з Джеком Антоноффом написали пісню «You're Losing Me» (укр. Ти втрачаєш мене) для альбому Midnights, на який під час свого виходу, 21 жовтня 2022 року, вона не потрапила. У квітні 2023 року стало відомо, що Свіфт розсталася з британським  актором Джо Алвіном, з яким вона зустрічалася 6 років. У грудні 2023 композиція вийшла на видані Midnights (The Late Night Edition). Критики її інтерпретували як звернення Свіфт до свого коханого «під час початку кінця їх стосунків». Під час The Eras Tour Свіфт, розповідаючи про The Tortured Poets Department, назвала процес його написання своїм «рятувальним кругом». У травні 2023 року Свіфт помічали разом з музикантом Метті Гілі, за що співачка піддавалася суспільній критиці, але їх стосунки не були офіційно підтверджені. У вересні 2023 року Свіфт почала зустрічатися з гравцем в американський футбол Тревісом Келсі.  

## Історія створення та вихід альбому
Тейлор Свіфт почала писати The Tortured Poets Departament незадовго після виходу Midnights, а також протягом The Eras Tour. 4 лютого 2024 року на 66-й церемонії премії «Ґреммі» під час отримання нагороди Свіфт анонсувала свій одинадцятий студійний альбом. У квітні, перед прем'єрою платівки, Свіфт спільно з компанією Spotify була створена інсталяція у вигляді «Бібліотеки департаменту закатованих поетів». Інсталяція містила в собі багату кількість відсилань та підказок щодо змісту майбутнього альбому, в тому числі через відсилання на її минулі роботи. Книги в інсталяції були переважно названі піснями з альбому, одна з них містила уривки з текстів пісень. Мертві квіті лаванди та троянди сорту «корнелія» відсилали до пісень «Lavender Haze» та «Cornelia Street», що були написані співачкою під час стосунків з Джо Алвіном. Інсталяція також мала багато натяків на ймовірність другої частини альбому. У різних містах світу були помічені фрески з QR-кодами та рекламою платівки. У промо альбому також брали участь такі платформи як Apple Music, YouTube, Instagram і Threads. 19 квітня 2024 року альбом став доступний на музичних платформах, а через дві години вийшла його друга частина під назвою The Anthology, що містила в собі ще 15 пісень. Коли перша частина була переважно зроблена у спільній праці Тейлор Свіфт та Джека Антоноффа, на другій співачка майже у всіх піснях співпрацювала з Аароном Десснером.  

## Зміст
Немає за що мстити, немає причин зводити рахунки, коли рани загоїлися. Після подальших роздумів з'ясовується, що багато з цих ран були нанесені нами самими. Авторка твердо впевнена, що наші сльози стають святими у вигляді чорнила на папері. Щойно ми розповімо нашу найсумнішу історію, ми зможемо звільнитися від неї. І тоді все, що залишиться, — це змучена поезія.

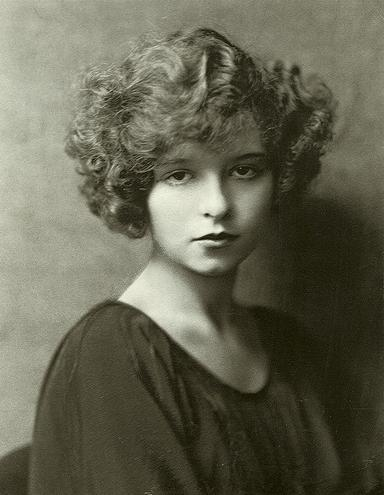
Одна з пісень альбому названа на честь американської акторки німого кіно Клари Боу.

The Tortured Poets Department це меланхолічний альбом, основною темою якого є період життя авторки після розриву стосунків. Як описала свою роботу сама Тейлор: «він відображає події, думки та настрої швидкоплинного та фаталістичного моменту часу — моменту, який був і сенсаційним, і скорботним. Цей період життя авторки закінчився». На думку деяких музикальних журналістів, наприклад Аманди Петрусіч з The New Yorker та Ніла Маккорміка з Daily Telegraph, пісні у співпраці Свіфт та Аарона Десснера мають більш м'яке звучання, що дозволило використовувати більш витончену лірику, в той час, як Джек Антонофф «загострює» Свіфт. Тексти пісень альбому підіймають різні теми, але основною в них є різноманітні почуття після закінчення стосунків. На альбомі Свіфт також підняла теми упередженого ставлення до жінок, залежності від наркотиків, ностальгії та своєї власної репутації.   

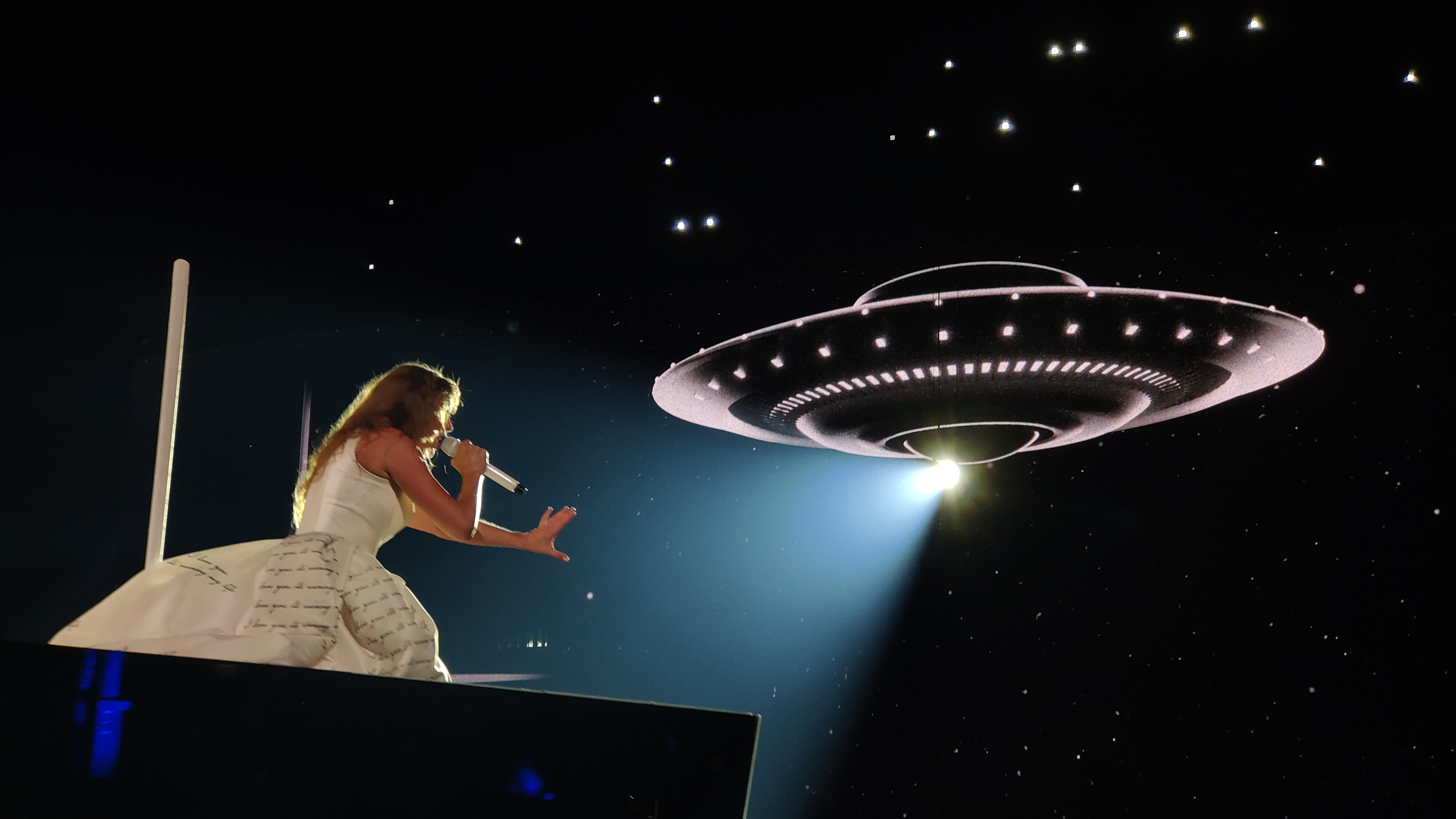
Тейлор Свіфт виконує пісню «Down Bad» під час The Eras Tour.

Він починається зі спільної пісні Свіфт та Post Malone під назвою «Fortnight» (укр. «Два тижні»), яка розповідає про закохану пару, що одружена з іншими людьми. Композиція стала першим синглом альбому та отримала до себе музикальне відео. У заголовній пісні альбому, «The Tortured Poets Departament», Роб Шеффілд з Rolling Stone відмітив, що рядки «Ти не Ділан Томас / Я не Патті Сміт / Це не готель Челсі / Ми лише сучасні ідіоти» є стилістичним посиланням на її пісню 2008 року «White Horse», що своєю чергою зроблено через смерть Ділана Томаса в таверні з назвою «Білий кінь» (англ. «White Horse»). Третя пісня альбому, «My Boy Only Breaks His Favorite Toys» (укр. «Мій хлопчик ламає лише свої улюблені іграшки»), написана з точки зору Свіфт як ляльки, текст пісні згадує класичну історію про стару улюблену іграшку, з якою дитина згодом більше не хоче гратися. «So Long, London» (укр. «Так довго, Лондон») музичні критики називають прощанням Свіфт з Джо Алвіном. У «Down Bad» Свіфт оповідає про відчуття після закінчення стосунків, які вона сама порівняла як «повернення на Землю після того, як тебе відправили до іншої галактики, яку ти встигла полюбити».  Пісня «But Daddy I Love Him» (укр. «Але тато, я його кохаю») інтерпретується як відповідь Свіфт на реакцію людей у мережі та ЗМІ стосовно її особистого життя під час періоду її стосунків з Метті Гілі, учасником гурту The 1975, за які Свіфт піддавалася критиці. Назва пісні позначається як посилання на мультфільм 1989 року «Русалонька». «Fresh Out The Slammer» (укр. «Та, що нещодавно стала вільною») згадує партнера, який ніколи не розумів оповідачку, порівняно з людиною, яку вона вважала спорідненою душею. «Florida!!!» при участі гурту Florence and the Machine розповідає про бажання почати нове життя після закінчення стосунків. У «Guilty as Sin?» (укр. «Порочна як гріх?») розповідається про початок нових стосунків незадовго після закінчення інших не зважаючи на можливий осуд.
«Who’s Afraid of Little Old Me?» (укр. «Хто боїться старої доброї мене?») це роздуми Свіфт про її репутацію, критиків і увагу суспільства. «I Can Fix Him (No Really I Can)» (укр. «Я можу змінити його (Ні, я дійсно можу)») є піснею про віру в можливість зробити свого партнера кращим. Назва композиції «Loml» це класична абревіатура фрази «Love of my life» (укр. Любов мого життя), сенс абревіатури в кінці переходить до «Loss of my life» (укр. Втрата мого життя), її називають однією з найсумніших пісень на альбомі. «I Can Do It With A Broken Heart» (укр. «Я можу робити це з розбитим серцем») розповідає про продовження своєї праці попри відчуття депресії та розбите серце. У музичному відео до пісні вона грає на фоні фрагментів з її концертного туру The Eras Tour. Композиція є поєднанням сумного тексту з яскравим поп-звучанням. Пісня «The Smallest Man Who Ever Lived» (укр. «Найдрібніша людина, що колись жила») про злість та сумніви стосовно минулих стосунків. Вона також підіймає тему залежності від наркотиків: «Ти намагався придбати якісь пігулки через друзів моїх друзів, вони тебе просто ігнорували. Тепер ти знаєш що це за почуття». У пісні вона порівнює свого колишнього коханого з агентом, який був надісланий тим, хто бажав її смерті. У бриджі пісні Свіфт співає: «Чи тебе послав хтось, хто хотів моєї смерті? / Чи ти спав з рушницею під нашим ліжком? / Чи записував ти усе в книжку? / Чи був ти засланим агентом, та чи буде це все розголошено через 50 років?». Текст пісні «The Alchemy» (укр. «Алхімія») інтерпретується як історія про початок стосунків між співачкою з Тревісом Келсі. У «Clara Bow» Свіфт розповіла про свій досвід роботи в індустрії розваг, зокрема, як лейбли звукозапису ставляться до молодих артисток, які прагнуть отримати з ними контракт.

## Рецензії

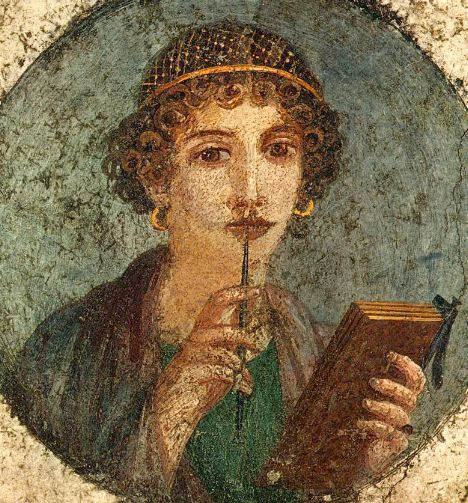
На думку Девіда Робсона з BBC, давньогрецька поетеса Сафо може бути архетипом закатованого поета.

Альбом отримав у більшості позитивні відгуки. Роб Шеффілд із журналу Rolling Stone назвав його «сучасною класикою». Він також відмітив амбітність Свіфт та її увагу до деталей «навіть за її власними стандартами». Хеллен Браун з The Independent виразила захоплення навичками оповідання Свіфт. Головний музичний критик Vairety Кріс Віллман назвав альбом кульмінацією особистого генія Свіфт, що поєднує кмітливість із катарсисом. На думку Людовіка Хантер-Тілні з Financial Times, альбом є стилістичною еволюцією для Свіфт. Еллі Робертс з The Arts Desk описала якого як той, де Свіфт перевершила сама себе. Виконавчий директор музичного відділу Billboard Джейсон Ліпшутц описав його як той, що «екстремальний у своїх емоціях і не цікавиться традиційними хітами» та назвав роботу Свіфт тріумфом. Патрісія Карвелас з ABC написала, що у цьому альбомі «Свіфт перебуває на піку свого поетичного написання пісень». Вона також поділилась, що альбом перевершив її «вже високі очікування».  
Альбом також піддався критиці: анонімний автор з журналу Paste у своїй рецензії на альбом виразив своє негативне сприйняття до особистості Свіфт та назвав тексти пісень альбому «порожніми», після чого виділив на платівці декілька гарних пісень. Лаура Моллой з NME у своїй рецензії на першу частину альбому назвала співпрацю співачки з Джеком Антоноффом «невинахідливою». Аманда Петрусіч з The New Yorker також надала перевагу спільній праці Свіфт з Аароном Десснером та назвала альбом «занадто довгим». У своїй рецензії вона також виразила незадоволення рівнем популярності Свіфт, а промокампанію платівки назвала «недоречною». 
Джессіка Карл із Bloomberg висловила критику до музикальних журналістів за їх рецензії на альбом The Tortured Poets Department, поперед всього вказавши на надмірну швидкість їх написання та багатогранність альбому, через що він потребує більше часу на аналіз. У своїй статті вона зазначила, що ситуація з «надмірно швидкими рецензіями» дискредитує як позитивні, так і негативні рецензії. Так журнал Paste без вказівки автора опублікував негативну рецензію на альбом Свіфт у день його виходу, де «знадобилось 700 слів, щоб дійти до самого альбому». Вона також виразила незадоволення тим, що «деякі авторитетні видання обговорюють плітки замість серйозного художнього аналізу». Мінь Ань з L'Officiel також підкреслила, що рецензії згадують аспекти публічного іміджу Свіфт замість того, щоб зосереджуватися на музиці. Шинейд О'Салліван з The New Yorker вказав у своїй статті на багату кількість деталей в альбомі й незначущість будь-яких рецензій що до платівки Свіфт. Олівер Дарсі з CNN після свого попереднього негативного сприйняття альбому написав статтю: «Я засудив альбом Тейлор Свіфт одразу після його виходу. Ось чому я помилився», написавши, що «робота Свіфт вимагає більше часу, щоб повністю її засвоїти». З цим погодився Кріс Моланфі зі Slate, який зазначив, що через тиждень робота Свіфт стала йому подобатися більше, а музичні журналісти почали відмовлюватись від своєї попередньої думки щодо альбому.

## Комерційний успіх
| Чарт (2024)                                                                       | Найвища позиція |
| --------------------------------------------------------------------------------- | --------------- |
| Австралія Australian Albums (ARIA)                                                | 1               |
| Австрія Austrian Albums (Ö3 Austria)                                              | 1               |
| Бельгія Belgian Albums (Ultratop Flanders)                                        | 1               |
| Бельгія Belgian Albums (Ultratop Wallonia)                                        | 1               |
| Канада Canadian Albums (Billboard)                                                | 1               |
| Чехія Czech Albums (ČNS IFPI)                                                     | 1               |
| Данія Danish Albums (Hitlisten)                                                   | 1               |
| Нідерланди Dutch Albums (MegaCharts)                                              | 1               |
| Фінляндія Finnish Albums (Suomen virallinen lista)                                | 2               |
| Франція French Albums (SNEP)                                                      | 1               |
| Німеччина German Albums (Offizielle Top 100)                                      | 1               |
| Угорщина Hungarian Albums (MAHASZ)                                                | 1               |
| Ірландія Irish Albums (OCC)                                                       | 1               |
| Італія Italian Albums (FIMI)                                                      | 1               |
| Японія Japanese Albums (Oricon)                                                   | 4               |
| Нова Зеландія New Zealand Albums (Recorded Music NZ)                              | 1               |
| Норвегія Norwegian Albums (VG-lista) The Tortured Poets Department: The Anthology | 1               |
| Португалія Portuguese Albums (AFP)                                                | 1               |
| Шотландія Scottish Albums (OCC)                                                   | 1               |
| Іспанія Spanish Albums (PROMUSICAE)                                               | 1               |
| Швеція Swedish Albums (Sverigetopplistan)                                         | 1               |
| Швейцарія Swiss Albums (Schweizer Hitparade)                                      | 1               |
| Велика Британія UK Albums (OCC)                                                   | 1               |
| США Billboard 200                                                                 | 1               |

The Tortured Poets Department отримав великий комерційний успіх у продажах та стрімінгових прослуховувань. На думку видання The Guardian він «закріпив Свіфт як найбільшу поп-зірку цього століття за багатьма показниками». Він став найбільш прослуховуваним альбомом в історії Spotify за добу та єдиним, що отримав у перший день понад 200 та 300 млн прослуховувань. До цього він вже встановив рекорд за найбільшу кількість попередніх збережень в історії платформи. Аналогічний світовий рекорд за кількістю прослуховувань робота Свіфт встановила на музичній платформі Amazon Music. На Apple Music альбом встановив подібний рекорд у жанрі попмузики. Платівка стала першою в історії Spotify, що отримала мільярд прослуховувань за тиждень та встановила світовий рекорд у всесвітньому чарті Billboard по прослуховуваннях за перший тиждень на стрімінгових платформах. У лютому 2025 року він був визнаний найуспішнішим альбомом за продажами та прослуховуваннями у світі за 2024 рік.
За першу добу The Tortured Poets Department став найуспішнішим альбомом 2024 року по продажах у США: він був проданий у кількості 1,6 мільйона копій на території країни. Серед них 1,4 мільйона без підрахунку стрімінгових платформ. Не враховуючи відеохостинги, такі як YouTube, в перший день його офіційно прослухали 243,4 мільйона разів. Торгова мережа Target повідомила про те, що альбом отримав найбільшу кількість передзамовлень в історії їхньої корпорації. За результатами першого тижня альбом Тейлор Свіфт зібрав 2,61 мільйона продажів у США, що стало другим найкращим результатом в історії країни. Альбом провів 12 тижнів поспіль на першому місці в чарті Billboard 200, що стало одним з найкращих показників в історії та найкращим серед жіночих платівок. Загалом він пробув 17 тижнів на першому місці чарту, що стало найкращим показником у кар'єрі Свіфт. Усі пісні з альбому увійшли в Billboard Hot 100, та зайняли всі перші 14 місць чарту, що встановило новий загальний рекорд.
У Великобританії The Tortured Poets Department отримав продажі у 270,000 копій за перший тиждень, що стало найкращим результатом у країні за 7 років. Він також встановив рекорд у Німеччині за прослуховуваннями на стрімінгових платформах за перший тиждень та отримав найкращі продажі серед іноземних артистів за два роки. У Іспанії платівка за перший тиждень отримала статус платинової за продажі в більше, ніж 40 000 копій. У Австралії він став 13 альбомом Свіфт, що зайняв першу сходинку в офіційному чарті країни і встановив рекорди за найбільшу кількість пісень, що увійшли до топ-10 (10), топ-50 (29) та топ-100 (31) пісенного чарту.

### Сертифікації
| Регіон                                                      | Сертифікація  | Продажі |
| ----------------------------------------------------------- | ------------- | ------- |
| Австралія (ARIA)                                            | 2× Платиновий | 140 000 |
| Австрія (IFPI Austria)                                      | Золотий       | 7500    |
| Данія (IFPI Denmark)                                        | Платиновий    | 20 000  |
| Франція (SNEP)                                              | Платиновий    | 100 000 |
| Німеччина (BVMI)                                            | Золотий       | 75 000  |
| Італія (FIMI)                                               | Платиновий    | 50 000  |
| Нова Зеландія (RIANZ)                                       | 2× Платиновий | 30 000  |
| Польща (ZPAV)                                               | Платиновий    | 20 000  |
| Португалія (AFP)                                            | Платиновий    | 7000    |
| Іспанія (PROMUSICAE)                                        | Платиновий    | 40 000  |
| Швейцарія (IFPI Switzerland)                                | Золотий       | 10 000  |
| Велика Британія (BPI)                                       | Платиновий    | 300 000 |
| продажі+прослуховування, що базуються лише на сертифікаціях |               |         |

## Список пісень
| Список пісень альбому The Tortured Poets Department | Список пісень альбому The Tortured Poets Department | Список пісень альбому The Tortured Poets Department | Список пісень альбому The Tortured Poets Department | Список пісень альбому The Tortured Poets Department |
| #                                                   | Назва                                               | Автор                                               | Продюсер                                            | Тривалість                                          |
| --------------------------------------------------- | --------------------------------------------------- | --------------------------------------------------- | --------------------------------------------------- | --------------------------------------------------- |
| 1.                                                  | «Fortnight» (спільно з Post Malone)                 | Тейлор Свіфт Джек Антонофф Остін Пост               | Свіфт Антонофф Луї Белл [a]                         | 3:48                                                |
| 2.                                                  | «The Tortured Poets Department»                     | Свіфт Антонофф                                      | Свіфт Антонофф                                      | 4:53                                                |
| 3.                                                  | «My Boy Only Breaks His Favorite Toys»              | Свіфт                                               | Свіфт Антонофф                                      | 3:23                                                |
| 4.                                                  | «Down Bad»                                          | Свіфт Антонофф                                      | Свіфт Антонофф                                      | 4:21                                                |
| 5.                                                  | «So Long, London»                                   | Свіфт Десснер                                       | Свіфт Десснер                                       | 4:22                                                |
| 6.                                                  | «But Daddy I Love Him»                              | Свіфт Десснер                                       | Свіфт Десснер Антонофф                              | 5:40                                                |
| 7.                                                  | «Fresh Out the Slammer»                             | Свіфт Антонофф                                      | Свіфт Антонофф                                      | 3:30                                                |
| 8.                                                  | «Florida!!!» (спільно з Florence and the Machine)   | Свіфт Флоренс Велч                                  | Свіфт Антонофф                                      | 3:35                                                |
| 9.                                                  | «Guilty as Sin?»                                    | Свіфт Антонофф                                      | Свіфт Антонофф                                      | 4:14                                                |
| 10.                                                 | «Who's Afraid of Little Old Me?»                    | Свіфт                                               | Свіфт Антонофф                                      | 5:34                                                |
| 11.                                                 | «I Can Fix Him (No Really I Can)»                   | Свіфт Антонофф                                      | Свіфт Антонофф                                      | 2:36                                                |
| 12.                                                 | «Loml»                                              | Свіфт Десснер                                       | Свіфт Десснер                                       | 4:37                                                |
| 13.                                                 | «I Can Do It with a Broken Heart»                   | Свіфт Антонофф                                      | Свіфт Антонофф                                      | 3:38                                                |
| 14.                                                 | «The Smallest Man Who Ever Lived»                   | Свіфт Десснер                                       | Свіфт Десснер                                       | 4:05                                                |
| 15.                                                 | «The Alchemy»                                       | Свіфт Антонофф                                      | Свіфт Антонофф                                      | 3:16                                                |
| 16.                                                 | «Clara Bow»                                         | Свіфт Десснер                                       | Свіфт Десснер                                       | 3:36                                                |
| 65:08                                               |                                                     |                                                     |                                                     |                                                     |

| The Tortured Poets Department: The Anthology | The Tortured Poets Department: The Anthology | The Tortured Poets Department: The Anthology | The Tortured Poets Department: The Anthology | The Tortured Poets Department: The Anthology |
| #                                            | Назва                                        | Автор                                        | Продюсер                                     | Тривалість                                   |
| -------------------------------------------- | -------------------------------------------- | -------------------------------------------- | -------------------------------------------- | -------------------------------------------- |
| 17.                                          | «The Black Dog»                              | Свіфт                                        | Свіфт Антонофф                               | 3:58                                         |
| 18.                                          | «Imgonnagetyouback»                          | Свіфт Антонофф                               | Свіфт Антонофф                               | 3:42                                         |
| 19.                                          | «The Albatross»                              | Свіфт Десснер                                | Свіфт Десснер                                | 3:03                                         |
| 20.                                          | «Chloe or Sam or Sophia or Marcus»           | Свіфт Десснер                                | Свіфт Десснер                                | 3:33                                         |
| 21.                                          | «How Did It End?»                            | Свіфт Десснер                                | Свіфт Десснер                                | 3:58                                         |
| 22.                                          | «So High School»                             | Свіфт Десснер                                | Свіфт Десснер                                | 3:48                                         |
| 23.                                          | «I Hate It Here»                             | Свіфт Десснер                                | Свіфт Десснер                                | 4:03                                         |
| 24.                                          | «Thank You Aimee»                            | Свіфт Десснер                                | Свіфт Десснер Антонофф                       | 4:23                                         |
| 25.                                          | «I Look in People's Windows»                 | Свіфт Антонофф Патрік Берґер                 | Свіфт Антонофф Берґер                        | 2:11                                         |
| 26.                                          | «The Prophecy»                               | Свіфт Десснер                                | Свіфт Десснер                                | 4:09                                         |
| 27.                                          | «Cassandra»                                  | Свіфт Десснер                                | Свіфт Десснер                                | 4:00                                         |
| 28.                                          | «Peter»                                      | Свіфт                                        | Свіфт Десснер                                | 4:43                                         |
| 29.                                          | «The Bolter»                                 | Свіфт Десснер                                | Свіфт Десснер                                | 3:58                                         |
| 30.                                          | «Robin»                                      | Свіфт Десснер                                | Свіфт Десснер                                | 4:00                                         |
| 31.                                          | «The Manuscript»                             | Свіфт                                        | Свіфт Десснер                                | 3:44                                         |
| 122:21                                       |                                              |                                              |                                              |                                              |

Примітки
- ↑  є вокальним продюсером пісні.
- «Loml» та «Imgonnagetyouback» стилізовані у нижньому регістрі.
- «Thank You Aimee» стилізовано як «thanK you aIMee».